# Сомовит
Сомовит (болг. Сомовит) — село в Болгарии. Находится  на реке Дунай в Плевенской области, входит в общину Гулянци. Население составляет 603 человек (на 15 марта 2015 года). Сомовит - единственное село в Болгарии, которое имеет железнодорожную станцию и порт.,,

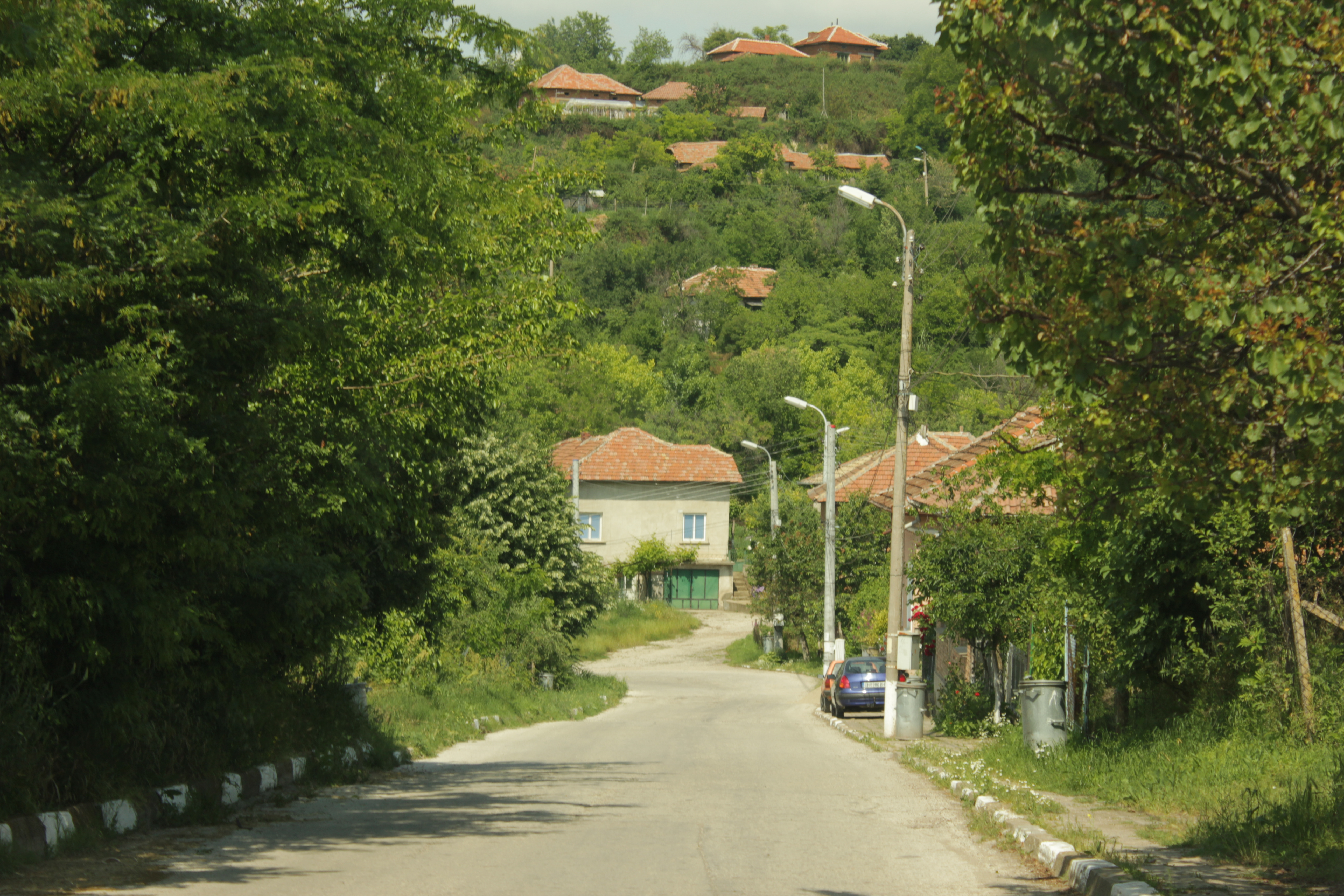
Квартал в центральной части Сомовита с главной дорогой

## География
Село Сомовит находится в 12 км к западу от Никополя, в 11,5 км к северо-востоку от Гулянци, в 44 км к северо-востоку от Плевена и в 196 км к северо-востоку от Софии, на правом берегу реки Дунай, железнодорожная станция на ветка Ясен — Черковица от линии Варна — Плевен — София, также это единственная товарная станция на территории общины. Пристань на Дунае.

## История
Место, где расположено село, населено издревле. Археологические исследования, проведённые здесь в 1969 году, показали, что здесь находилась крепость Луцернариябург, также, неподалёку от Сомовита, у села Гиген, находится археологический заповедник — руины древнеримского города Ульпия-Эскус. Название села, вероятно, произошло от сомов, которых ловили местные рыбаки. На навигационной карте 1718 года, изданной в Вене, село было указано как Сомовник.

## Население
- 2010 г. - 710 человек
- 2015 г. - 603 человек

## Политическая ситуация
В местном кметстве Сомовит, в состав которого входит Сомовит, должность кмета (старосты) была выполнена:
- 2003 - 2007 - Тошко Любенов Гаврилов (МК "Возрождение муниципалитета Гулянци")
- 2007 - 2015 - Боян Паскалев Павликянов (Болгарская социалистическая партия (БСП)) по результатам II тура выборов 2007 года [9] и выборов 2011 года в правление кметства.
- С 2015 года - Тошко Любенов Гаврилов (МК "Возрождение муниципалитета Гулянци") по результатам II тура выборов 2015 года в правление кметства после приблизительного равенство I тура.[10]

Кмет (мэр) общины Гулянци — Лучезар Петков Яков (Болгарская социалистическая партия /БСП/) по результатам выборов 2007 года , 2011 и 2015 года  в правление общины.